# Eleições estaduais em Alagoas em 2002
As eleições estaduais em Alagoas em 2002 aconteceram em 6 de outubro como parte das eleições em 26 estados e no Distrito Federal. Foram escolhidos o governador Ronaldo Lessa, o vice-governador Luís Abílio, os senadores Renan Calheiros e Teotônio Vilela Filho, além de 9 deputados federais e 27 deputados estaduais. Como o eleito obteve mais da metade dos votos válidos, a eleição foi decidida em primeiro turno.
Na disputa pela presidência da República, José Serra teve a preferência dos alagoanos no primeiro turno, quando recebeu 314.739 votos, contra 307.751 de Luiz Inácio Lula da Silva. No segundo turno, o candidato do PSDB foi novamente o mais votado em Alagoas, conquistando 616.902 votos, contra 477.009 do petista.
Esta eleição marcou a volta de Fernando Collor de Mello a uma disputa eleitoral - em 2000, quando concorreu à prefeitura de São Paulo pelo PRTB (pelo qual era filiado desde 1998), teve a candidatura impugnada pelo Tribunal Superior Eleitoral, e teve o apoio de PTB, PPS, PPB e PFL, que no entanto não foi suficiente para impedir a reeleição de Ronaldo Lessa ainda no primeiro turno, com 553.035 (52,93%), contra 419.741 votos (40,17%) atribuídos a Collor.
Para as duas vagas do Senado Federal, Renan Calheiros (PMDB) e Teotônio Vilela Filho (PSDB) foram reeleitos para mais 8 anos de mandato - este último, no entanto, deixou o cargo quando foi eleito governador de Alagoas em 2006. A coligação "Frente Trabalhista Popular" elegeu 4 deputados federais, contra 2 da coligação "Alagoas Unida, Alagoas Mais Forte" (um do PMDB e outro do PSDB), 2 do PSB e um da coligação "Renova Alagoas" (eleito pelo PL). Entre os deputados estaduais, a maior bancada eleita foi a do PTB, que emplacou 7 candidatos, seguido por PSB (4), PL (3), PPS, PSDB e PTdoB (2 cada), enquanto outros 7 partidos elegeram um deputado estadual

## Resultado para presidente

### Primeiro turno
| Candidato                      | Vice                          | Coligação                                  | Votos            | Posição |
| ------------------------------ | ----------------------------- | ------------------------------------------ | ---------------- | ------- |
| José Serra (PSDB)              | Rita Camata (PMDB)            | Grande Aliança (PSDB e PMDB)               | 314.739 (29,24%) | 1º      |
| Luiz Inácio Lula da Silva (PT) | José Alencar (PL)             | Lula Presidente (PT, PL, PCdoB, PMN e PCB) | 307.751 (28,59%) | 2º      |
| Anthony Garotinho (PSB)        | José Antônio Figueiredo (PSB) | Brasil Esperança (PSB, PGT e PTC)          | 281.015 (26,11%) | 3º      |
| Ciro Gomes (PPS)               | Paulo Pereira da Silva (PTB)  | Frente Trabalhista (PPS, PTB e PDT)        | 168.925 (15,69%) | 4º      |
| José Maria de Almeida (PSTU)   | Dayse de Oliveira (PSTU)      | Nenhuma                                    | 3.329 (0,30%)    | 5º      |
| Rui Costa Pimenta (PCO)        | Pedro Paulo de Abreu (PCO)    | Nenhuma                                    | 427 (0,04%)      | 6º      |

### Segundo turno
| Candidato                      | Vice               | Coligação                                  | Votos            | Posição |
| ------------------------------ | ------------------ | ------------------------------------------ | ---------------- | ------- |
| José Serra (PSDB)              | Rita Camata (PMDB) | Grande Aliança (PSDB, PMDB)                | 616.902 (56,39%) | 1º      |
| Luiz Inácio Lula da Silva (PT) | José Alencar (PL)  | Lula Presidente (PT, PL, PCdoB, PMN e PCB) | 477.009 (43,60%) | 2º      |

## Resultado da eleição para governador
| Candidatos a governador do estado | Candidatos a vice-governador | Número | Coligação | Votação | Percentual |
| --------------------------------- | ---------------------------- | ------ | --- | ------- | ---------- |
| Ronaldo Lessa PSB                 | Luís Abílio PSB              | 40     | Frente Popular Pra Garantir Alagoas Melhor (PSB, PST, PAN, PHS, PSC, PTC, PSDC, PV, PRONA, PRP, PGT, PTdoB, PSL) | 553.035 | 52,93%     |
| Fernando Collor PRTB              | Cacalo Rezende PTB           | 28     | Frente Popular Trabalhista (PRTB, PTB, PPS, PPB, PFL)                                                            | 419.741 | 40,17%     |
| Judson Cabral PT                  | Flávia Nogueira PT           | 13     | Renova Alagoas (PT, PCdoB, PL, PMN)                                                                              | 50.820  | 4,86%      |
| Geraldo Sampaio PDT               | Corintho Campelo PDT         | 12     | PDT (sem coligação)                                                                                              | 17.333  | 1,65%      |
| Elias Barros Dias PTN             | Linaldo Araújo PTN           | 19     | PTN (sem coligação)                                                                                              | 2.331   | 0,22%      |
| Ricardo Barbosa PSTU              | Jonatas Nunes PSTU           | 16     | PSTU (sem coligação)                                                                                             | 1.579   | 0,15%      |

### Senado Federal
| Candidatos a senador da República | Candidatos a suplente de senador                   | Número | Coligação                                             | Votação | Percentual |
| --------------------------------- | -------------------------------------------------- | ------ | ----------------------------------------------------- | ------- | ---------- |
| Renan Calheiros PMDB              | José Oliveira Costa PMDB José Wanderley Neto PMDB  | 151    | Alagoas Unida, Alagoas mais Forte (PMDB, PSDB)        | 815.136 | 42,27%     |
| Teotônio Vilela Filho PSDB        | João Evangelista Tenório PSDB Valquíria Alves PSDB | 456    | Alagoas Unida, Alagoas mais Forte (PMDB, PSDB)        | 762.675 | 39,55%     |
| Eduardo Bonfim PCdoB              | Edberto Ticianieli PCdoB Jorge Serapião PT         | 654    | Renova Alagoas (PT, PCdoB, PL, PMN)                   | 126.023 | 6,53%      |
| Ildo Rafael PMN                   | Antonia Miranda PMN Maria José Rodrigues PMN       | 333    | Renova Alagoas (PT, PCdoB, PL, PMN)                   | 97.736  | 5,06%      |
| Geraldo Bulhões PFL               | Paulo Roberto Araújo PTB Godofredo Palmeira PFL    | 258    | Frente Popular Trabalhista (PRTB, PTB, PPS, PPB, PFL) | 67.998  | 3,52%      |
| Heth César PDT                    | Maria Queiroz PDT Carmem Nunes PDT                 | 121    | PDT (sem coligação)                                   | 25.869  | 1,34%      |
| Raimundo Palmeira PTN             | José Roberto Menezes PTN Alde Lael PTN             | 190    | PTN (sem coligação)                                   | 14.576  | 0,54%      |
| Manoel de Assis PSTU              | José Nivaldo PSTU Valder Morais PSTU               | 161    | PSTU (sem coligação)                                  | 11.025  | 0,57%      |

## Deputados federais eleitos
Representação eleita
  PTB: 2
  PFL: 2
  PSB: 2
  PMDB: 1
  PL: 1
  PSDB: 1

| Número | Deputados federais eleitos | Partido | Votação | Percentual | Cidade onde nasceu | Unidade federativa |
| 1478   | João Lyra                  | PTB     | 112.949 | 9,69%      | Recife             | Pernambuco         |
| 1515   | Olavo Calheiros            | PMDB    | 80.405  | 6,89%      | Murici             | Alagoas            |
| 2222   | João Caldas                | PL      | 69.539  | 5,96%      | Ibateguara         | Alagoas            |
| 2545   | Rogério Teófilo            | PFL     | 64.899  | 5,56%      | Maceió             | Alagoas            |
| 4040   | Givaldo Carimbão           | PSB     | 63.064  | 5,41%      | Itabi              | Sergipe            |
| 4066   | Maurício Quintella Lessa   | PSB     | 56.032  | 4,80%      | Maceió             | Alagoas            |
| 2525   | José Thomaz Nonô           | PFL     | 55.354  | 4,74%      | Maceió             | Alagoas            |
| 1456   | Benedito de Lira           | PTB     | 53.409  | 4,58%      | Junqueiro          | Alagoas            |
| 4567   | Helenildo Ribeiro          | PSDB    | 45.085  | 3,86%      | Lagoa do Ouro      | Pernambuco         |

## Deputados estaduais eleitos
Representação eleita
  PTB: 7
  PSB: 4
  PL: 3
  PPS: 2
  PSDB: 2
  PTdoB: 2
  PSL: 1
  PDT: 1
  PT: 1
  PFL: 1
  PRP: 1
  PMN: 1
  PRONA: 1

| Número | Deputados estaduais eleitos | Partido | Votação | Percentual | Cidade onde nasceu  | Unidade federativa |
| 14000  | Antonio Albuquerque         | PTB     | 55.239  | 4,71%      | Limoeiro de Anadia  | Alagoas            |
| 17777  | João Beltrão                | PSL     | 35.211  | 3,00%      | Coruripe            | Alagoas            |
| 22223  | Celso Luiz                  | PL      | 34.862  | 2,97%      | Maceió              | Alagoas            |
| 12000  | Cícero Almeida              | PDT     | 27.866  | 2,38%      | Maribondo           | Alagoas            |
| 22222  | Isnaldo Bulhões             | PL      | 26.966  | 2,30%      | Maceió              | Alagoas            |
| 23111  | Francisco Tenório           | PPS     | 26.767  | 2,28%      | Chã Preta           | Alagoas            |
| 14147  | Ziane Costa                 | PTB     | 25.398  | 2,17%      | Delmiro Gouveia     | Alagoas            |
| 23110  | Cicero Amélio               | PPS     | 25.318  | 2,16%      | Maceió              | Alagoas            |
| 40444  | Alves Correia               | PSB     | 24.166  | 2,06%      | Penedo              | Alagoas            |
| 40777  | Sérgio Toledo               | PSB     | 24.130  | 2,06%      | Maceió              | Alagoas            |
| 14569  | Arthur Lira                 | PTB     | 22.565  | 1,92%      | Maceió              | Alagoas            |
| 40789  | Marcos Ferreira             | PSB     | 21.452  | 1,83%      | Desterro            | Paraíba            |
| 45789  | Zé Pedro da Aravel          | PSDB    | 20.476  | 1,75%      | Craíbas             | Alagoas            |
| 13111  | Paulão Santos               | PT      | 20.248  | 1,73%      | Recife              | Pernambuco         |
| 14123  | Temóteo Correia             | PTB     | 20.236  | 1,73%      | Anadia              | Alagoas            |
| 14567  | Fernando Duarte             | PTB     | 19.774  | 1,69%      | Palmeira dos Índios | Alagoas            |
| 40999  | Maria José Viana            | PSB     | 19.240  | 1,64%      | Água Branca         | Alagoas            |
| 25789  | Nelito Gomes de Barros      | PFL     | 19.006  | 1,62%      | Maceió              | Alagoas            |
| 22221  | Gilvan Barros               | PL      | 18.858  | 1,61%      | Maceió              | Alagoas            |
| 14444  | Gervásio Raimundo           | PTB     | 18.754  | 1,60%      | Quebrangulo         | Alagoas            |
| 44444  | Cabo Luiz Pedro             | PRP     | 18.305  | 1,56%      | Paulo Jacinto       | Alagoas            |
| 14111  | Cícero Ferro                | PTB     | 18.234  | 1,56%      | Minador do Negrão   | Alagoas            |
| 70369  | Marcos Barbosa              | PT do B | 17.971  | 1,53%      | Maceió              | Alagoas            |
| 45678  | Francisco Beltrão (Chicão)  | PSDB    | 16.273  | 1,39%      | Aracaju             | Sergipe            |
| 33789  | Gilberto Gonçalves          | PMN     | 14.022  | 1,20%      | Rio Largo           | Alagoas            |
| 70777  | Dudu Albuquerque            | PT do B | 13.765  | 1,17%      | Arapiraca           | Alagoas            |
| 56555  | Adalberto Cavalcante        | PRONA   | 12.618  | 1,08%      | Cacimbinhas         | Alagoas            |

## Links
- «Resultados das Eleições». no site do TSE